# Bacatá
Bacatá fue uno de los cinco zybyn que conformaban el territorio del zipazgo, en la Confederación muisca. Su capital era el uta de Funza, llamada Muyquytá (o Muequetá), que a su vez era la capital del zipazgo. El territorio del zybyn de Bacatá comprendía buena parte de la actual sabana de Bogotá, y precisamente de la palabra Bacatá es el origen del nombre de la actual ciudad de Bogotá, capital de la República de Colombia. El conquistador español Gonzalo Jiménez de Quesada fundó cerca del territorio de Muyquytá la ciudad de Santafé de Bogotá, el 6 de agosto de 1538, capital del Nuevo Reino de Granada, y posteriormente del Virreinato de la Nueva Granada. Es por esto que la antigua Bacatá y la actual capital colombiana son dos lugares diferentes. Una al occidente del río Bogotá, y otra que se fundó y expandió con el tiempo, desde lo que hoy es la Candelaria.
El zybyn de Bacatá era el de mayor importancia en el zipazgo, no solo por el número de uta adscritos a su dominio, sino también porque Funza, su capital, era la residencia oficial y sede de gobierno del zipa, supremo gobernante del zipazgo.
Los habitantes del zipazgo fueron llamados genéricamente por los españoles como «bacataes», debido a la importancia político-administrativa de este territorio. También el zipa fue llamado, ocasionalmente, «Bacatá».

## Etimología
La palabra Bacatá significa en muysccubun (idioma muisca) 'fuera de la labranza' y se compone de los términos bac, fac o faqui ('lugar externo') y ta ('labranza, huerta o sementera'), Según otras versiones, Bacatá significa 'remate o límite de la labranza'.
Muyquyta (o Muequetá) quiere decir 'labranza del campo', y era otro nombre del uta de Funza. La palabra Muyquyta se compone de los términos muyquy ('campo') y ta ('labranza, huerta o sementera').
Según algunos autores, Bacatá ('fuera de la labranza') fue el nombre dado a Muyquyta (Funza) para diferenciarlo del poblado español, llamado Santafé, y sería posteriormente cuando se unirían los dos nombres en "Santafé de Bogotá".

## Territorio

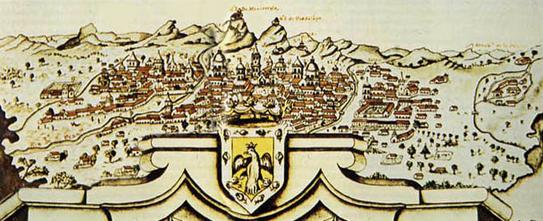
Detalle del mapa de la ciudad colonial de Santafé de Bogotá, elaborado por José Aparicio Morato en 1772. La ciudad de Bogotá, capital de Colombia, fue construida cerca del territorio muisca del zybyn de Bacatá, cuya capital, Funza (o Muyquytá), era también la capital del zipazgo.

Las uta adscritas al zybyn de Bacatá eran:
- Funza (Muyquyta)
- Chía
- Engativá
- Fontibón
- Facatativá
- Tenjo
- Subachoque
- Tabio
- Cota
- Cajicá
- Teusacá
- Zipaquirá
- Nemocón
- Bosa
- Zipacón
- Soacha